# Bertya opponens
Bertya opponens är en törelväxtart som först beskrevs av Ferdinand von Mueller och George Bentham, och fick sitt nu gällande namn av Gordon P. Guymer. Bertya opponens ingår i släktet Bertya och familjen törelväxter. Inga underarter finns listade i Catalogue of Life.